# Hymenoloma macrosporum
Hymenoloma macrosporum là một loài Rêu trong họ Dicranaceae. Loài này được (Reimers) Ochyra mô tả khoa học đầu tiên năm 2003.